# Earle Meadows
Earle Elmer Meadows (ur. 29 czerwca 1913 w Corinth, w stanie Missisipi, zm. 11 listopada 1992 w Fort Worth, w Teksasie) – amerykański lekkoatleta skoczek o tyczce, mistrz olimpijski z Berlina z 1936.
Odniósł wiele sukcesów wraz ze swym kolegą z University of Southern California Billem Seftonem, z którym byli nazywani Niebiańskimi bliźniakami (ang. the Heavenly Twins). Wspólnie zdobyli mistrzostwo Stanów Zjednoczonych (AAU) w 1935, akademickie mistrzostwo USA (NCAA) w 1935 i 1936, a także ustanowili dwa rekordy świata w 1937 (4,48 m oraz 4,54 m).
Jednak na igrzyskach olimpijskich w 1936 w Berlinie Meadows samotnie zdobył złoty medal z wynikiem 4,35 m (rekord olimpijski), zaś Sefton zajął 4. miejsce (4,25 m).
Meadows był również trzykrotnym mistrzem USA (AAU) w hali w 1937, 1940 i 1941. Po zakończeniu kariery sportowej prowadził przedsiębiorstwo w branży instrumentów muzycznych w Teksasie.